# Исповедь бунтаря
«Исповедь бунтаря» — книга российского политика Бориса Немцова, вышедшая в 2007 году в Москве в издательстве «Партизан», в которой он описывает некоторые политические события 1990-х годов, начало своей политической карьеры, излагает свои взгляды на проблемы российского общества. Немцов, в частности, выражает сожаление, что СПС поддержал кандидатуру Путина на президентских выборах в 2000 году.
Согласно рейтингу «Коммерсантъ-Деньги», в октябре 2007 года «Исповедь бунтаря», вышедшая тиражом 25100 экз., заняла первое место в списке самых продаваемых публицистических книг. Книга также лидировала в октябрьском рейтинге Zeitgeist компании Google по количеству поисковых запросов по названиям книг. По словам самого Немцова, в ноябре 2007 года по объёму продаж в Москве и Московской области книга опережала «Гарри Поттера». Немцов отметил, что выход книги не следует рассматривать как предвыборную акцию.

## Содержание
Немцов вспоминает начало своей политической деятельности, работу с Борисом Ельциным, приход которого к власти он называет признаком того, что «страна двигалась по демократическому пути». Несколько глав автор посвящает критике Путина, отмечая угрозу того, что после Путина «будет что-то такое совсем уже кошмарное, фашистское». В отдельной главе Немцов рассматривает чеченский конфликт, критикуя Рамзана Кадырова и предлагая свои варианты решения проблемы, в частности, «создать что-то типа парламента», «активно использовать национальные традиции». Обязательными условиями, по его мнению, должны стать соблюдение российской конституции, отказ от захвата заложников: «Мы обещаем никого не трогать до тех пор, пока Вы не станете на путь войны, не начнёте брать русских, дагестанцев, осетин в заложники и так далее. В противном случае — война без конца и огненная земля под ногами».
В последних главах политик высказывает свои мысли по социальным вопросам. Так, Немцов считает: «чтобы женщины чувствовали себя более-менее комфортно, один нормальный мужик должен встречаться с двумя-тремя женщинами». В доказательство он приводит расчёты: «Соотношение мужчин к женщинам примерно 46 % на 54 %. Среди мужчин 10 % алкоголиков, 30 % импотентов, до 10 % сексуальных меньшинств. Таким образом, дееспособных мужиков остаётся около 50 %».
Немцов также даёт читателям различные советы: «Очень опасна соль. Соль абсорбирует воду, и человек пухнет. Он вроде бы и не ест ничего, но опухает. Поэтому пиво нельзя пить ни с какой рыбой, да и вообще лучше не есть под пиво ничего солёного».

## Общественный резонанс
Научный сотрудник Института социологии Российской академии наук Татьяна Протасенко сравнила книгу с литературной деятельностью журналистки Елены Трегубовой.
После выхода книги бывший тележурналист Сергей Доренко подал в суд на Немцова. В книге Немцов называл Доренко «телекиллером», заявив, что тот «ловил за 200 долларов проституток», чтобы они «рассказывали, как развлекались с Немцовым». Однако в апреле 2008 года Доренко решил отозвать иск, отметив: «Пока мы спорим и ссоримся, месяцы тянется судебное разбирательство, мы другой раз со стороны походим на двух клоунов, которые ссорятся на потеху публике». Вместе с тем, Доренко продолжает утверждать, что сведения в книге «некорректны и не отражают действительности».
О намерении подать иск говорил также лидер ЛДПР Владимир Жириновский. В книге Немцов пишет, что летом 1994 года он дал указание задержать теплоход Жириновского, так как Ельцин, путешествующий с семьёй по Волге, обратился к нему с жалобой: «Слушайте, мне так Жириновский осточертел. Он в каждом городе ко мне выходит и мешает мне работать. Сделайте, чтоб его не было». После издания книги Жириновский заявил: «В это время на Волге стояло много пассажирских теплоходов. Всё это могло привести к трагическим последствиям, к гибели людей, к авариям, всё это осталось тогда безнаказанным».
В СМИ сообщалось об инцидентах во время презентации книги. Так, в Красноярске активисты движения «Наши» пытались накинуть на Немцова сачок с надписью «Политическое насекомое». По словам одного из активистов, он не исключал возможности обращения в суд: «Немцов накинулся на меня из-за ненависти, он же бунтарь. Его охранник свалил меня на землю, держал, а Немцов ударил меня кулаком». Аналогичные инциденты произошли в других городах.
В октябре 2008 года газета «Московский комсомолец» писала, что бывшая порноактриса Елена Беркова собирается подать исковое заявление в связи со ссорой с Немцовым в московском книжном магазине. В марте 2009 года Беркова заявила о своём намерении участвовать  в выборах мэра города Сочи. По словам Берковой, её решение было вызвано желанием «отомстить» Немцову за конфликт во время презентации его книги.
Журналист Валерий Панюшкин назвал книгу «довольно беспомощной в литературном смысле», одновременно резко осудив акцию группы молодых людей, которые 11 октября 2007 года в Москве растоптали и сожгли несколько экземпляров книги. Панюшкин, в частности, заявил: «… слышите, подонки: нельзя жечь книги! Нельзя! Жечь! Книги! <…> Я даже допускаю, что вы не путинюгенд, а провокаторы, нарочно подосланные эспээсовской пиар-командой. Это неважно! Кем бы вы ни были, будьте прокляты!».

## Литературная критика

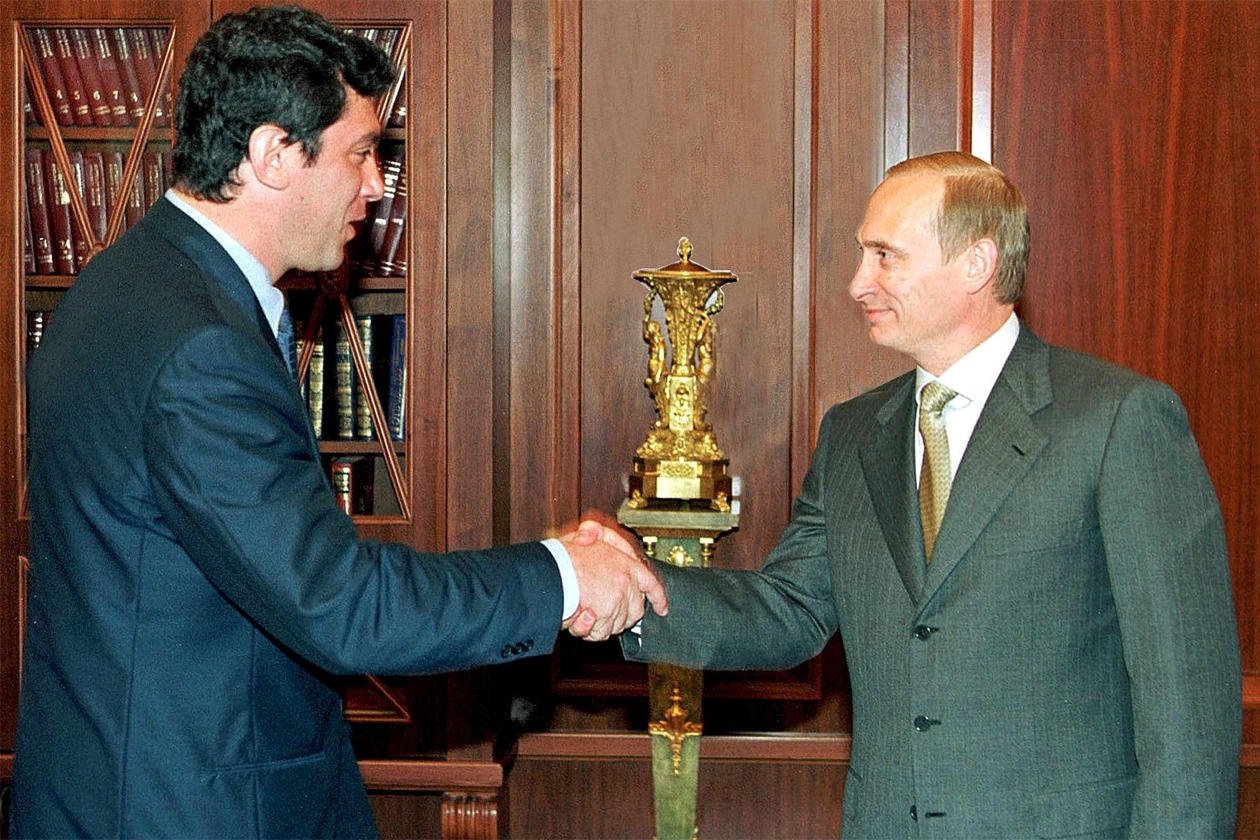
Фотография из части тиража книги. Борис Немцов с Президентом России Владимиром Путиным. 4 июля 2000 года

В рецензии «Литературной газеты» отмечалось: «Невероятно хорош Борис Ефимович, и совершенно не правы те, кто перестал воспринимать его как политического деятеля всерьёз. У этого крупнейшего светского тигра, у этого титана духа и мысли осталось ещё такое количество пороха в пороховницах, что всем его недругам, вместе взятым, мало не покажется».
Литературный критик Анна Наринская написала, что ей была непонятна цель выпуска книги. По ее мнению, политики в книге немного, главное же в ней — «самодовольство» Немцова от размещенного в книге альбома с его фотографиями во время работы, занятий спортом, отдыха, с семьей.